# Morbid Tales
| Оценки критиков                  | Оценки критиков |
| Источник                         | Оценка          |
| -------------------------------- | --------------- |
| AllMusic                         | [ 1 ]           |
| Collector's Guide to Heavy Metal | 5/10            |

Morbid Tales (с англ. — «Отвратительные истории») — дебютный мини-альбом швейцарской группы Celtic Frost, записанный в 1984 году. Повлиял на развитие таких жанров как дэт-метал и блэк-метал.
После весьма негативных отзывов в прессе Фишер решил расформировать Hellhammer и создать более серьёзный проект. Уже под именем Celtic Frost в 1984 году музыканты начали запись альбома на немецком лейбле звукозаписи Noise Records, на котором ранее записывался мини-альбом Hellhammer Apocalyptic Raids, получивший очень противоречивые отзывы. Но все же, несмотря на всё это, Noise предоставили Фишеру и компании второй шанс.
Музыканты отправились из Швейцарии в Берлин, прихватив с собой все имеющиеся музыкальные инструменты. В записи альбома помимо вокалиста/гитариста Тома Уорриора и басиста Мартина Эйна также поучаствовал сессионный ударник Стивен Пристли (который, помимо этого альбома, в дальнейшем ещё примет участие в работе над пластинками Cold Lake и Vanity/Nemesis), продюсер Хорст Мюллер, записавший бэк-вокал для «Dethroned Emperor» и «Procreation (Of the Wicked)», Герта Олинг (бэк-вокал в треке «Procreation (Of the Wicked)») и скрипач Освальд Шпренгер (трек 7 и 8).
Тексты песен опирались в основном на тематику оккультизма, истории и литературы. Например, в песне «Into the Crypts of Rays» текст о Жиле де Рэ, сподвижнике Жанны д’Арк.
Журнал Rock Hard описал группу как самую жестокую и самую экстремальную в Европе в то время.

## Значение
В марте 2023 года группа авторов американского издания Rolling Stone включила песню «Procreation (Of the Wicked)» данного альбома в список «100 величайших хеви-метал песен всех времён». В этом рейтинге она заняла 50-ю позицию, заметку о ней составил Адриан Бегранд.

## Список композиций
Все песни написали Томас Габриэль Фишер и Мартин Эрик Айн, кроме указанных.

### Европейское издание
| №  | Название                       | Длительность |
| -- | ------------------------------ | ------------ |
| 1. | «Into the Crypts of Rays»      | 4:46         |
| 2. | «Visions of Mortality» (Фишер) | 4:49         |
| 3. | «Procreation (Of the Wicked)»  | 4:02         |

| №  | Название            | Длительность |
| -- | ------------------- | ------------ |
| 4. | «Return to the Eve» | 4:05         |
| 5. | «Danse Macabre»     | 3:51         |
| 6. | «Nocturnal Fear»    | 3:35         |

### Американское издание
| №  | Название                                           | Длительность |
| -- | -------------------------------------------------- | ------------ |
| 1. | «Into the Crypts of Rays»                          | 3:39         |
| 2. | «Visions of Mortality» (Фишер)                     | 4:49         |
| 3. | «Dethroned Emperor» (Фишер) (дополнительная песня) | 4:37         |
| 4. | «Morbid Tales» (дополнительная песня)              | 3:29         |

| №  | Название                      | Длительность |
| -- | ----------------------------- | ------------ |
| 5. | «Procreation (Of the Wicked)» | 4:04         |
| 6. | «Return to the Eve»           | 4:07         |
| 7. | «Danse Macabre»               | 3:52         |
| 8. | «Nocturnal Fear»              | 3:36         |

### Ремастер-издание альбома 1999 года
| №                   | Название | Длительность |
| ------------------- | --- | ------------ |
| 1.                  | «Human (intro)» (Вступление к «Into the Crypts of Rays»; в оригинале склеено в один трек, на CD-переиздании раздельно.) | 0:41         |
| 2.                  | «Into the Crypts of Rays»                                                                                               | 3:39         |
| 3.                  | «Visions of Mortality»                                                                                                  | 4:49         |
| 4.                  | «Dethroned Emperor» (дополнительная песня)                                                                              | 4:37         |
| 5.                  | «Morbid Tales» (дополнительная песня)                                                                                   | 3:29         |
| 6.                  | «Procreation (Of the Wicked)»                                                                                           | 4:04         |
| 7.                  | «Return to the Eve» | 4:07         |
| 8.                  | «Danse Macabre» | 3:51         |
| 9.                  | «Nocturnal Fear» | 3:36         |
| 10.                 | «Circle of the Tyrants» (дополнительная песня)                                                                          | 4:27         |
| 11.                 | «Visual Aggression» (дополнительная песня)                                                                              | 4:10         |
| 12.                 | «Suicidal Winds» (дополнительная песня)                                                                                 | 4:36         |
| Общая длительность: | Общая длительность: | 46:11        |

## Состав
- Томас Габриэль Фишер — гитарист, вокалист
- Мартин Эрик Айн — бас-гитарист
- Стивен Пристли — сессионный ударник

### Гостевые музыканты
- Хорст Мюллер — дополнительный вокал (песни 3, 5 и 7)
- Хэрта Олинг — дополнительный вокал (песня 6)
- Освальд Спенглер — скрипка (песни 7 и 8)